# Трашиянгце

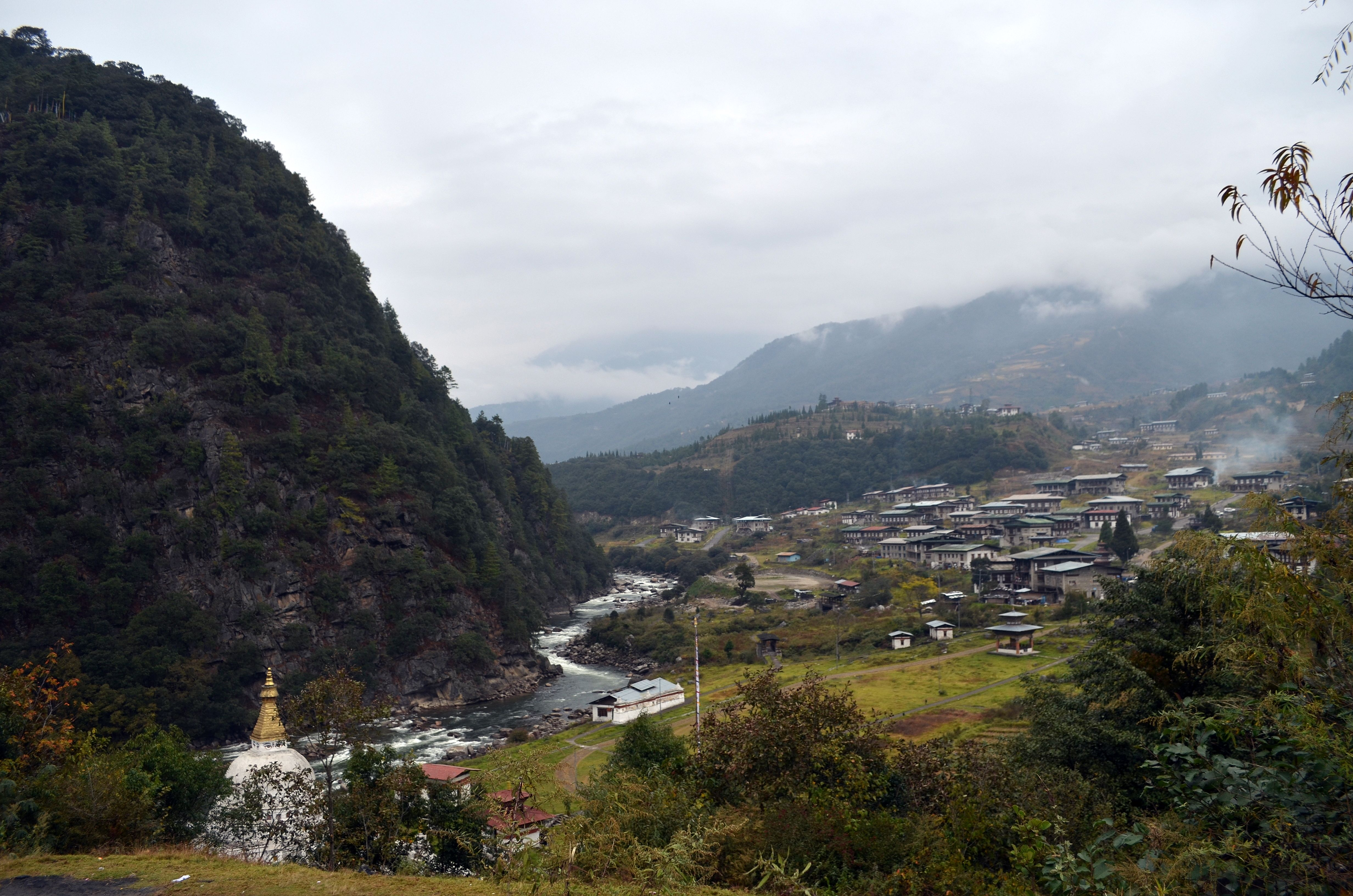
вид города Трашиянгце

Трашиянгце (или Ташиянгтсе, дзонг-кэ བཀྲ་ཤིས་གཡང་རྩེ, англ. Tashi Yangtsi, Trashiyangtse, Tashigangtsi, Yangtse, Tasho Yang-tsi Dzong, Tashi Yang-tsi Dzong, Tashi Tang-tsi Dzong) — административный центр дзонгхага (административного округа) Трашиянгце в Бутане. Трашиянгце также является административным центром гевога Янгце.
Трашиянгце расположен на северо-востоке Бутана в 55 км севернее Трашиганга (поездка на автомобиле занимает 1,5 часа).
Население города составляет 2735 человек (по переписи 2005 г.), а по оценке 2012 года — 3018 человек.

## Достопримечательности
- Трашиянгце-дзонг[6] (англ. Dongdi Dzong[7])